# Coulours
Coulours är en kommun i departementet Yonne i regionen Bourgogne-Franche-Comté i norra Frankrike. Kommunen ligger i kantonen Cerisiers som tillhör arrondissementet Sens. År 2022 hade Coulours 140 invånare.

## Befolkningsutveckling
Antalet invånare i kommunen Coulours
| Referens: INSEE |